# التعبير اللبق (المقاميات)
التعبير اللبق (المقاميات)
   في اللغويات وفلسفة اللغة، الكلام (طريقة الكلام)هي فعالة إذا تم تشكيلها بشكل عملي جيد. يمكن ان تكون غير مناسبة أو مناسبة بسبب انها متناقضة مع نفسها، تافهة، غير ذي صلة أو لأنها بطريقة ما غير لائقة (غير مناسبة)إلى حد ما لسياق الكلام.
  الباحثون في علم المعاني واللغويات يستخدمون احكام تتعلق بأحكام اللباقة مثلما يستخدم علماء النحو الاحكام النحوية (الاحكام القواعدية).يتم تميز الجملة غير الفعالة /المخالفة بعلامة الجنيه.
   تم اقتراح المصطلحين (المناسبة والمخالفة)لأول مرة بواسطة ج.ل اوستن (جون لا نجشو اوستن) كجزء من نظريته افعال الكلام. في تفكيره، الكلام الادائي هو ليس صحيحا ولا خاطئا. ولكن يمكن بدلا من ذلك اعتباره (لبق/مناسب) أو غير مناسب وفقا لمجموعة من الشروط التي يختلف تفسيرها اعتمادا على إذا ما كان الكلام المعني اعلانا (احكم عليك بالإعدام), طلب (اطلب منك التوقف عن فعل ذلك)أو تحذير (احذرك من القفز من فوق السطح).

## الشروط المناسبة في الاعلانات /الاقرارات
·      التقاليد الاجرائية: الاجراء (مثل: اليمين / القسم) يتبع الشكل التقليدي.
·      المشاركون المناسبون والظروف المناسبة: المشاركون قادرون على اداء خطاب مناسب ولبق تعبيريا في ظل الظروف (على سبيل المثال يستطيع القاضي ان يحكم على مجرم في المحكمة، ولكن ليس في الشارع).

## الشروط المناسبة للطلبات
·      شروط محتوى الاقتراح: الفعل المطلوب هو الفعل المستقبلي للمستمع.
·      الشرط التحضيري:
1) يعتقد المتحدث ان المستمع بانه يمكنه اداء / تنفيذ الفعل المطلوب.
2) ليس واضحا من ان المستمع سيؤدي الفعل المطلوب دون ان يطلب منه ذلك.
·      شرط الصدق (الإخلاص)يريد المتحدث بصدق ان يقوم المستمع بأداء العمل بصدق.
·      الشرط الاساسي: يعد الكلام كمحاولة من قبل المتحدث لجعل المستمع يقوم بعمل ما.

## الشروط المناسبة /اللبقة للتحذيرات
·      يعتقد المتحدث من ان الحدث الي سوف يقع غير واضح بالنسبة للمستمع.
·      شرط الصدق (الإخلاص): يعتقد المستمع بأن الحدث بصدق سوف يكون ضارا بالمستمع.
·      الشرط الاساسي: يعد الكلام محاولة من قبل المتحدث لجعل المستمع يدرك بأن حدثا مستقبليا سيكون ضارا.